# Vicente Simó Santonja

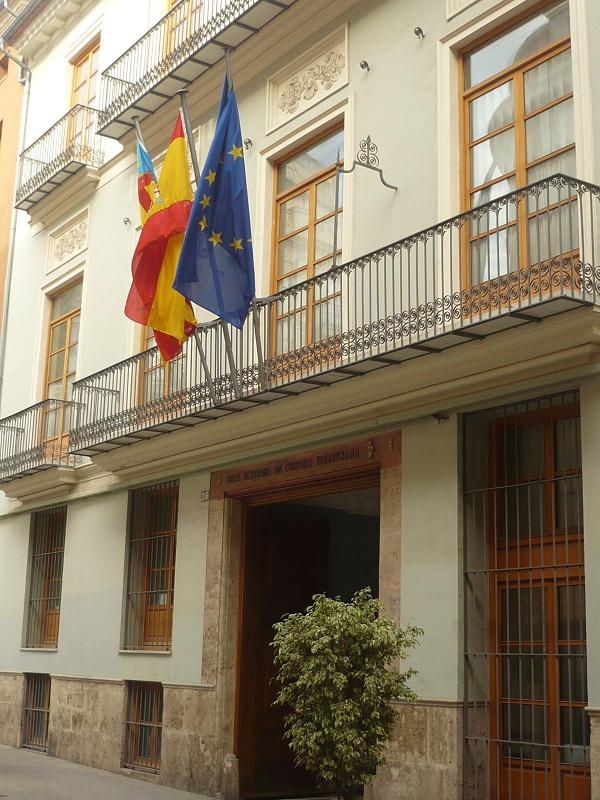
Fachada sede de la RACV en la calle Avellanas de Valencia.

Vicent Lluis Simó i Santonja (Alcoy, 1932 - Valencia, 2014) fue un jurista, profesor, investigador, escritor y articulista español, fue decano de honor de la Real Academia de Cultura Valenciana.
Doctor en Derecho por la Universidad de Valencia, en la que fue profesor Adjunto de la cátedra de Derecho Civil entre 1958 y 1962. En este año tomó posesión de su primera notaría y en 1988 se hizo notario de Valencia.
Ejerció como miembro del Consejo Valenciano de Cultura (Consell Valencià de Cultura) entre 1987 y 1995. También ha sido Vicepresidente de la asociación valencianista Lo Rat Penat.
Profesionalmente es Consejero Permanente de la Unión Internacional del Notariado Latino y Presidente Honorario de la Comisión de Derechos Humanos de esa organización.
Ha participado en Congresos Internacionales del Notariado en todo el mundo, Múnich, Salzburgo, Montevideo, Buenos Aires, Barcelona, Guatemala, París, Lima, Florencia, Montreal, Atenas y Ámsterdam.
Tiene en su haber más de 80 libros de los cuales podemos destacar unos treinta de temática valenciana, por los que ha recibido distintos premios en las categorías de ensayo, narrativa y poesía.

## Obra
- 2013— Vida i mort de Càmpio (L’Oronella)
- 2008— Los Medallones de la Lonja (Valéncia Hui)
- 2005— La torre dels vents (L’Oronella)
- 2001— Sonets nostàlgics (Institución Alfonso el Magnánimo)
- 2008— Git a la Mar (L’Oronella)
- 1995— Cançons de Llaurador (AELLVA)
- 1997— Minims detalls (Del Senia al Segura)
- 1981— ¿A on me’n vaig i què me deixe? (Ayuntamiento de Gandia. Premi Ausiàs March de Poesia, 1981)

## Reconocimientos
Fue nombrado Cónsul Honorario de la Lonja de Valencia y Decano Honorario del Ilustre Colegio Notarial de Valencia.

### Premios
Ha sido premiado tanto por su obra jurídica como por la literaria e histórica. Los premios más importantes que recibió son:
- Premio Orue Plaza (1965).
- Premio Señera (1969 y 1973).
- Premio Cerdá Reig (1972)
- Premio Negri, de Buenos Aires, (1969, 1971 y 1975).
- Premio de poesía Ausias March.
- Premio Albarracín.
- Premio Fundació AEQUITAS (2002).
- Premio Nacional de Literatura en Lengua Valenciana (2013).